# La escalera mecánica
La escalera mecánica fue un programa de televisión de actualidad, emitido en La 1 de TVE en el 2000 y presentado por el periodista Jordi González.

## Mecánica
Emitido los miércoles en horario de late night, se trata de un espacio de entrevistas en el que, semanalmente, el presentador indaga sobre aspectos poco conocidos de personajes de relevancia social.
Seguidamente, se analizan noticias de impacto de la actualidad del país.
En una tercera y última parte del programa se desarrolla una tertulia sobre un tema de actualidad.
Contaba como colaboradoras con Juan Carlos Ortega, Jessica Suárez y Vampirela.

## Audiencias
La cuota de pantalla del programa estuvo muy por debajo de la media de la cadena y, además, fue cayendo desde su estreno. Así, en su emisión de 22 de marzo de 2000 alcanzó tan solo un 8'7 de share (368.000 espectadores).

## Personajes invitados
Entre otros, pasaron por el plató del programa Paz Padilla, María Galiana, Verónica Forqué, Emilio Sánchez Vicario, Mónica Randall, Bárbara Rey, Rossy de Palma y Bibiana Fernández.